# 大耳鼠兔
大耳鼠兔（学名：Ochotona macrotis）为鼠兔科鼠兔属的哺乳动物。在中国大陆，分布于青海、新疆、西藏等地，主要生活于高原山地。该物种的模式产地在新疆昆仑山多巴。

## 亚种
- 大耳鼠兔指名亚种（学名：Ochotona macrotis macrotis）。在中国大陆，分布于青海、新疆、西藏等地。该物种的模式产地在新疆昆仑山多巴。[2]
- 大耳鼠兔珠峰亚种（学名：Ochotona macrotis wollastoni）。在中国大陆，分布于西藏等地。该物种的模式产地在尼泊尔。[3]